# Weston Creek

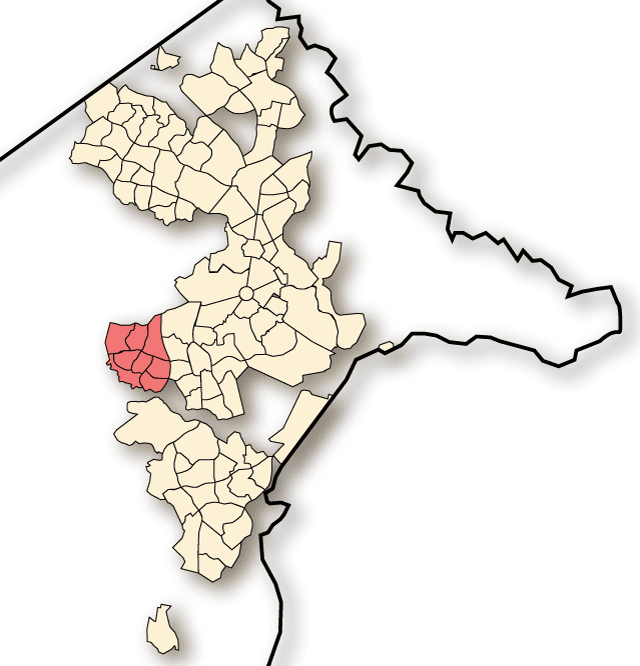
L'arrondissement de Weston Creek à Canberra.

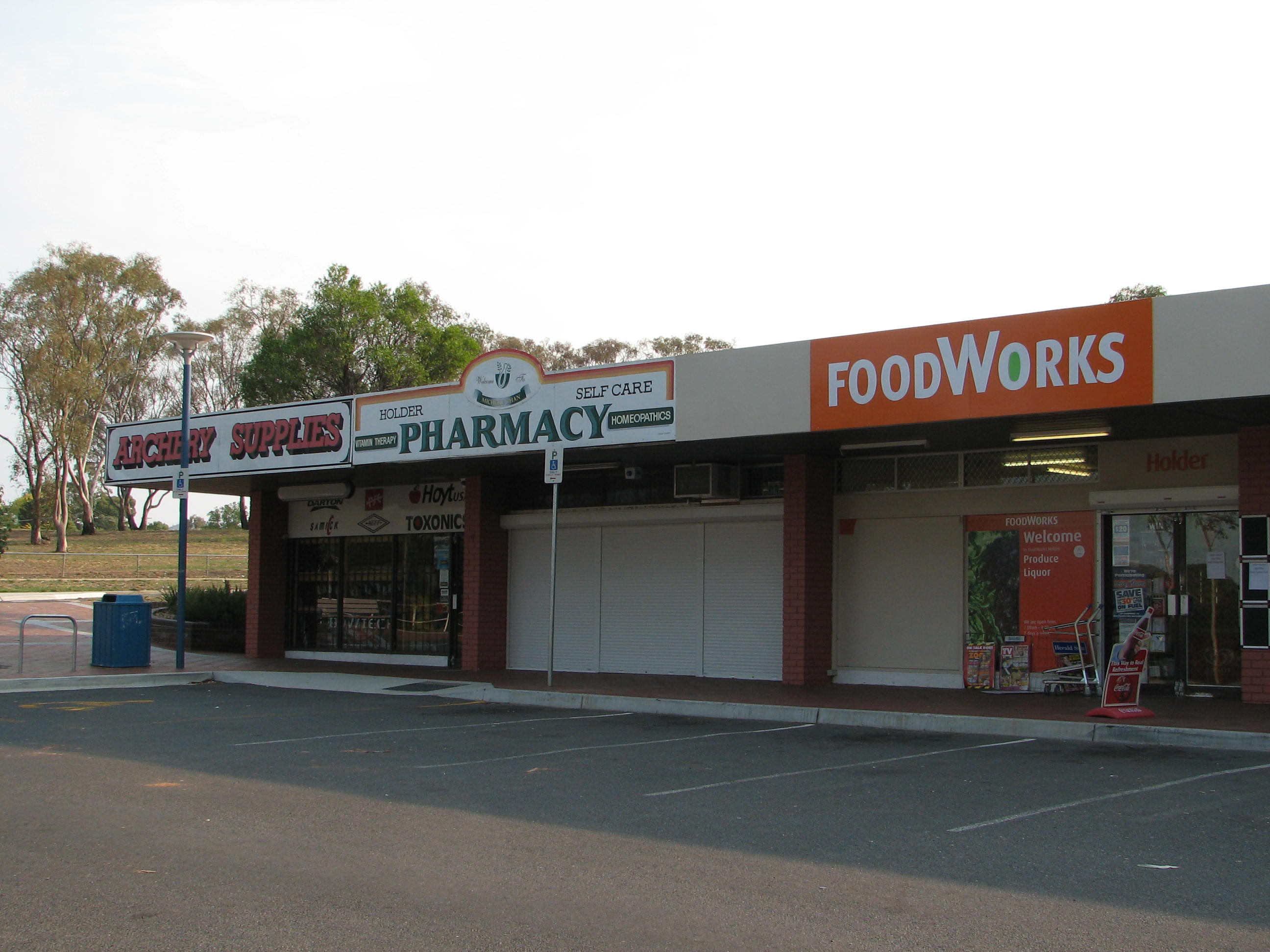
Un centre commercial de quartier dans l'arrondissement de Weston Creek.

Weston Creek est un arrondissement (district) de Canberra la capitale de l'Australie.
Weston Creek a été créé à la fin des années 1960 et est le plus petit arrondissement de la ville, situé sur le côté ouest de la Woden Valley. Il doit son nom au capitaine Edward Weston.
Weston Creek était bordée par une forêt de pins, Stromlo Forest, qui a été détruite par un feu de forêt en 2003 et est en cours de réaménagement. 
La population de l'arrondissement est estimée à 24 000 habitants. 

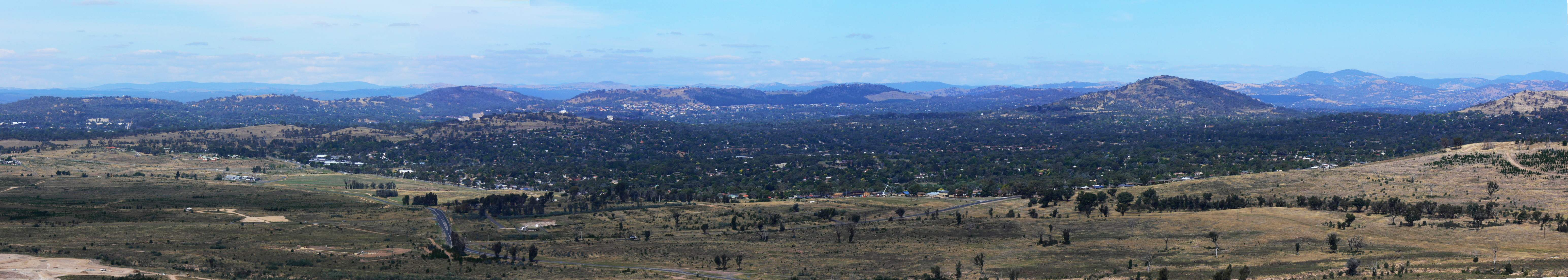
Weston Creek vu du mont Stromlo après les feux de 2003.